# Clã
Clã es una banda de rock portuguesa formada por
Fernando Gonçalves, Hélder Gonçalves, Manuela Azevedo, Miguel Ferreira, Pedro Biscaia y Pedro Rito en 1992. 

## Carrera musical
Son una de las bandas más famosas dentro del panorama musical portugués. El grupo se formó en noviembre de 1992 de la mano de Hélder Gonçalves (bajista y voz) que convoca, para dar forma a su proyecto, a Miguel Ferreira (teclado y voz), Pedro Biscaia (teclados), Pedro Rito (bajo), Fernando Gonçalves (batería) y Manuela Azevedo (voz). En 1993 comenzaron con la creación de las primeras canciones del grupo. Un año más tarde, en 1994 comenzaron los conciertos, y en 1995 firmaron un contrato con una discográfica portuguesa para editar su primer disco.

### Clã en España
En 2009, Clã lanzó el álbum "Cintura" en España, que incluye una versión de la canción "Sexto Andar" en castellano: 'Sexto Piso'.
Ese mismo año, el periódico El Mundo escribió: "'Cintura' es un álbum luminoso, alegre, transmisor de buenas sensaciones desde los primeros acordes. Será el más declaradamente pop de un grupo que ya ha experimentado demasiadas sonoridades como para que sea encasillado en un estilo."(...) "Vienen cantando en portugués y rechazan la idea de que sea una desventaja con un argumento tan simple que descoloca: "La música tiene que ser un lenguaje en sí misma y mucho más universal que el inglés". Pero, por si algo falla, tienen una carta bajo la manga para conquistar el público madrileño: una adaptación al español del 'single' 'Sexto Andar', versión que estrenarán en Madrid."

### Comentarios acerca del grupo
"Que bandas como Cla, con un disco de oro – “Lustro” su último trabajo- en el reducido mercado portugués, sean unos completos desconocidos en España sólo se explica por lo mezquino de la industria musical, para la que únicamente los grupos anglosajones son dignos de ser promocionados más allá de las fronteras. Cla demostraron sobre las tablas de Vilardemouros ser una banda a respetar, algo ecléctica de más, con sonidos variopintos desde el hardcore a lo Guano Apes hasta las baladas pop estilo Catatonia, pasando por versiones de “A hard day night”. Su cantante, la espídica Manuela Azevedo, confesaba estar “muy contenta, es la primera vez que participó en un concurso de camisetas mojadas”. Y es que seguía diluviando sobre el campo portugués." https://web.archive.org/web/20090618153414/http://cla.no.sapo.pt/vilardemouros.htm#ir

## Discografía
- Inferno, limbo, paraíso (Disco no venal, 1996) - Banda sonora original del desfile de verano de TR
- LusoQualquerCoisa (EMI, 1996)
- Kazoo (EMI, 1997)
- Lustro (EMI, 2000)
- Afinidades (con Sérgio Godinho) (EMI, 2001)
- Rosa Carne (EMI, 2005)
- Vivo (EMI, 2005)
- Cintura (EMI, 2007)
- Disco Voador (EMI, 2011)

## DVD
- Gordo Segredo